# Dalmatinska nogometna liga – Sjeverna skupina 1986./87.
Dalmatinska nogometna liga – Sjeverna skupina je bila jedna od tri skupine Dalmatinske nogometne lige u sezoni 1986./87., četvrtoga ranga nogometnog prvenstva Jugoslavije. 
 
Sudjelovalo je 14 klubova, a prvak je bila "Bukovica" iz Kistanja.

## Ljestvica
| mj. | klub              | ut. | pob. | ner. | por. | gol+ | gol- | bod |
| --- | ----------------- | --- | ---- | ---- | ---- | ---- | ---- | --- |
| 1.  | Bukovica Kistanje | 26  |      |      |      | 56   | 18   | 39  |
| 2.  | Sloboda Posedarje | 26  |      |      |      | 39   | 29   | 32  |
| 3.  | Metalac Šibenik   | 26  |      |      |      | 52   | 37   | 31  |
| 4.  | Čikola Kričke     | 26  |      |      |      | 37   | 33   | 28  |
| 5.  | Aluminij Lozovac  | 26  |      |      |      | 40   | 29   | 27  |
| 6.  | Hajduk Pridraga   | 26  |      |      |      | 39   | 32   | 27  |
| 7.  | NOŠK Novigrad     | 26  |      |      |      | 43   | 39   | 27  |
| 8.  | Bagat Zadar       | 26  |      |      |      | 40   | 32   | 26  |
| 9.  | DOŠK Drniš        | 26  |      |      |      | 30   | 29   | 26  |
| 10. | Omladinac Zadar   | 26  |      |      |      | 34   | 45   | 23  |
| 11. | Goran Bibinje     | 26  |      |      |      | 25   | 45   | 23  |
| 12. | Rudar Siverić     | 26  |      |      |      | 32   | 58   | 20  |
| 13. | SOŠK Skradin      | 26  |      |      |      | 30   | 49   | 18  |
| 14. | Vodice            | 26  |      |      |      | 39   | 57   | 17  |

## Rezultatska križaljka
| kratica | klub              | ALU | BAG | BUK | ČIK | DOŠK | GOR | HAJ | MET | NOŠK | OML | RUD | SLO | SOŠK | VOD |
| --- | ----------------- | --- | --- | --- | --- | ---- | --- | --- | --- | ---- | --- | --- | --- | ---- | --- |
| ALU | Aluminij Lozovac  |     |     | 0:1 |     |      |     |     |     |      |     |     |     |      |     |
| BAG | Bagat Zadar       |     |     |     |     |      |     |     |     |      |     |     |     |      |     |
| BUK | Bukovica Kistanje |     |     |     |     |      |     |     |     |      |     |     |     |      |     |
| ČIK | Čikola Kričke     |     |     |     |     |      |     |     |     |      |     |     |     |      | 3:0 |
| DOŠK | DOŠK Drniš        |     |     |     |     |      | 1:0 |     |     |      |     |     |     |      |     |
| GOR | Goran Bibinje     |     |     |     |     |      |     |     |     |      |     |     |     |      |     |
| HAJ | Hajduk Pridraga   |     |     |     |     |      |     |     |     |      |     |     |     |      |     |
| MET | Metalac Šibenik   |     | 1:3 |     |     |      |     |     |     |      |     |     |     |      |     |
| NOŠK | NOŠK Novigrad     |     |     |     |     |      |     |     |     |      |     |     |     |      |     |
| OML | Omladinac Zadar   |     |     |     |     |      |     |     |     |      |     |     |     | 1:3  |     |
| RUD | Rudar Siverić     |     |     |     |     |      |     |     |     | 4:2  |     |     |     |      |     |
| SLO | Sloboda Posedarje |     |     |     |     |      |     | 1:0 |     |      |     |     |     |      |     |
| SOŠK | SOŠK Skradin      |     |     |     |     |      |     |     |     |      |     |     |     |      |     |
| VOD | Vodice            |     |     |     |     |      |     |     |     |      |     |     |     |      |     |
| |                   |     |     |     |     |      |     |     |     |      |     |     |     |      |     |
| podebljan rezultat - utakmice od 1. do 13. kola (1. utakmica između klubova) rezultat normalne debljine - utakmice od 14. do 26. kola (2. utakmica između klubova) rezultat nakošen - nije vidljiv redoslijed odigravanja međusobnih utakmica iz dostupnih izvora rezultat nakošen i smanjen * - iz dostupnih izvora nije uočljiv domaćin susreta prekrižen rezultat - poništena ili brisana utakmica p - utakmica prekinuta 3:0 p.f. / 0:3 p.f. - rezultat 3:0 bez borbe |                   |     |     |     |     |      |     |     |     |      |     |     |     |      |     |

 Izvori: 

## Unutarnje poveznice
- Dalmatinska liga – Južna skupina 1986./87.
- Dalmatinska liga – Srednja skupina 1986./87.
- Hrvatska liga – Jug 1986./87.
- Općinska nogometna liga Zadar 1986./87.